# Avi (elefant)
L'Avi (?, ca. 1873 - Barcelona, 3 de maig de 1914) va ser el primer elefant, d'origen asiàtic, que va tenir el Parc Zoològic de Barcelona. Formava part de la col·lecció privada d'animals exòtics del banquer Lluís Martí i Codolar. Amb la inauguració del Zoo de Barcelona el setembre de 1892, l'Avi va ser comprat per Francesc d'Assís Darder, primer director de la institució.
Degut a les complicacions d'una fractura de la seva pota davantera esquerra, va morir el maig de 1914. Considerat com un dels animals més emblemàtics i estimats del zoo, la premsa catalana de l'època va fer-se ressò de la seva mort. El seu esquelet es conserva al Museu de Zoologia.